# Вудсия альпийская
Ву́дсия альпи́йская (лат. Woodsīa alpīna) — многолетнее травянистое растение, вид рода Вудсия семейства Вудсиевые (Woodsiaceae).

## Ареал и среда обитания
Ареал: Скандинавия, Атлантическая Европа, горные массивы Европы (Альпы, Пиренеи, Апеннины, Судеты, Урал, Кавказ), Западная и Восточная Сибирь, Северная Америка.
Как правило, для роста выбирает затенённые ущелья с выходом кристаллических пород, любит каменистые, песчаные почвы слабокислой или нейтральной реакции.

## Ботаническое описание
Многолетнее растение высотой до 10 см. Корень короткий, многоглавый, несущий розетки отмирающих на зиму вай. Черешки вай красновато-бурые.
Вайи продолговато-ланцетные длиной до 20 см, волосистые, покрыты линейно-ланцетными буроватыми чешуйками, слегка опушённые.
Споры шиповатые, морщинистые. Спороношение в июле — августе.
Размножаются как спорами, так и вегетативно,.

## Охрана
Включена в Красные книги Азербайджана и Украины, а также в Красные книги следующих субъектов Российской Федерации: Архангельская область, Республика Карелия, Республика Коми, Курганская область, Мурманская область, Республика Саха (Якутия), Тюменская область, Красноярский край, Ханты-Мансийский автономный округ

## Синонимика
Согласно данным The Plant List
- Acrostichum alpinum Bolton
- Woodsia alpina var. bellii G.Lawson
- Woodsia bellii (Lawson) A.E.Porsild
- Woodsia hyperborea R.Br.
- Woodsia ilvensis var. alpina Watt
- Woodsia ilvensis subsp. alpina Asch.